# Schoenus nanus
Schoenus nanus là loài thực vật có hoa trong họ Cói. Loài này được (Nees) Benth. miêu tả khoa học đầu tiên năm 1878.